# حريق (شاعر)
صالح بن الملا نصر الله (باللغة الكردية ساڵحی کوڕی مەلا نەسڕوڵڵا) والمعروف باسم حريق أو حريقي وهو أحد الشعراء الأكراد ولد في قرية زيويه بالقرب من مدينة السليمانية بكردستان في سنة 1856 م وتوفي في سنة 1909 في مدينة مهاباد في إيران .7